# Hidrodata
Hidrodata és una empresa amb seu a Barcelona dedicada a la producció d'energia elèctrica d'origen hidràulic. És propietària d'un conjunt de centrals hidroelèctriques situades en el Pirineu i pre Pirineu català.

## Origen i accionistes
El seu origen és l'empresa Caedata, creada el 1988 amb l'objectiu de dedicar-se a l'explotació de l'energia hidroelèctrica, sent també fabricant de material elèctric. El 1991 va ser reestructurada convertint-se en Hidrodata, S.A. i quedant vinculada a la companyia Electrica del Viesgo S.A. Posteriorment fou adquirida pel holding d'energies renovables Establecimientos Industriales y Servicios, S.L. (EISSL) propietat de la família Soldevila fins a l'any 2008. Aquell any els propietaris van vendre EISSL a la societat Copcisa; Banc de Sabadell i Caixa de Catalunya també adquiriren accions i formant entre tots una participació majoritària.
L'empresa afirmava que els seus actius estaven formats per 19 centrals minihidràuliques amb una potència instal·lada de 53 MW, 18,6 MW procedent de dos parcs d'energia eòlica a Granada i una sèrie de projectes a Catalunya que sumaven una potència de fins a 550 MW.
En l'any 2011, el Banc de Sabadell va ampliar la seva participació en la societat comprant a Copcisa un 19% addicional del capital. En el mateix l'empresa va canviar el nom a Hidrodata, una de les filials d'EISSL, i va refinançar el seu deute, que ascendia a 151 milions d'euros.
En el gener de 2012 el fons d'inversió britànic HG Capital va comprar a Caixa de Catalunya el 29% del capital de la companyia per un valor de 14 milions d'euros.
En l'agost del 2013 es va fer públic que el fons HG Capital havia adquirit fins al 75% de l'empresa, essent Copcisa el propietari del 25% restant. L'any 2014 Copcisa vengué a Hidrodata la seva participació, quedant HG Capital com a únic propietari. La societat és administrada per Plenium Partners, societat de Madrid especialitzada en fons d'inversió en energies renovables que també fan d'administradors en nom del propietari, HG Capital.

## Activitats
L'empresa te dues activitats diferenciades:
- La fabricació i distribució d'aparells pel tractament d'aigües, mesura de cabals, instrumentació i control.
- Explotació de centrals hidràuliques, parcs eòlics i solar per a la producció d'energia elèctrica.

## Adquisició de centrals hidroelèctriques
FECSA va incorporar centrals hidroelèctriques catalanes per diverses vies; unes venien per la incorporació a FECSA de la Societat Hidràulica del Fresser el 1951; altres venien de Forces Hidroelèctriques del Segre el 1989 i un tercer grup de centrals amb orígens diversos. El febrer de 1990 FECSA es desprengué d'elles, i la majoria van anar a raure a l'empresa que posteriorment seria Hidrodata.

## Explotacions hidroelèctriques
Al mes de desembre de 2019, les instal·lacions hidroelèctriques catalanes propietat d'Hidrodata són les següents:
| Nom                                     | Municipi              | Potència instal·lada (MW) | Riu                 | Conca     |
| --------------------------------------- | --------------------- | ------------------------- | ------------------- | --------- |
| Central hidroelèctrica de Bagà          | Bagà                  | 0,499                     | Bastareny           | Llobregat |
| Pendís                                  | Bagà                  | 1,240                     | Bastareny           | Llobregat |
| Central hidroelèctrica de Berga         | Berga                 | 0,220                     | Llobregat           | Llobregat |
| Sant Llorenç                            | Camarasa              | 8,000                     | Segre               | Ebre      |
| Boades                                  | Castellgalí           | 0,453                     | Llobregat           | Llobregat |
| Central hidroelèctrica de Cairat        | Esparreguera          | 2,300                     | Llobregat           | Llobregat |
| Central hidroelèctrica de Guardiola     | Guardiola de Berguedà | 0,560                     | Llobregat           | Llobregat |
| Central hidroelèctrica de Marcetes      | Manresa               | 1,568                     | Llobregat           | Llobregat |
| Central Hidràulica de la Pobla de Segur | La Pobla de Segur     | 7,500                     | Flamisell           | Ebre      |
| Central hidroelèctrica de Ponts         | Ponts                 | 1,100                     | Segre               | Ebre      |
| Ametlla de Merola                       | Puig-reig             | 1,126                     | Llobregat           | Llobregat |
| Central hidroelèctrica del Freser       | Queralbs              | 6,455                     | Freser              | Ter       |
| Central hidroelèctrica del Daió         | Queralbs              | 1,200                     | Freser              | Ter       |
| Central hidroelèctrica del Molí         | Queralbs              | 1,000                     | Freser              | Ter       |
| Central hidroelèctrica de Rialb         | Queralbs              | 1,200                     | Freser              | Ter       |
| Central hidroelèctrica de Carburo       | Ribes de Freser       | 1,000                     | Freser              | Ter       |
| Central hidroelèctrica de Filats        | Ribes de Freser       | 0,650                     | Freser              | Ter       |
| Central hidroelèctrica de Molinos       | La Torre de Cabdella  | 13,500                    | Flamisell           | Ebre      |
| Central hidroelèctrica de Castellon-roi | Castellonroi          | 2,880                     | Noguera Ribagorçana | Ebre      |
| TOTAL                                   |                       | 52,510                    |                     |           |